# EMI
EMI (англ. Electric & Music Industries) — британская многоотраслевая компания, известная в первую очередь своей медиагруппой (EMI Group), была одной из крупнейших звукозаписывающих компаний мира (входила в «Большую четверку»). Штаб-квартира размещается в Лондоне. Помимо звукозаписи, компания с 1937 года являлась крупным (практически, монопольным) подрядчиком военно-промышленного комплекса Великобритании в части разработки и производства взрывателей и детонационных цепей для всех категорий боеприпасов (снарядов, мин, авиабомб и др.), предохранительно-исполнительных механизмов ракетного вооружения и других электрических и электромеханических изделий военного предназначения, а также радиолокационных средств.
EMI была основана в марте 1931 года в результате слияния двух британских звукозаписывающих лейблов — Columbia Graphophone Company и Gramophone Company. В 1957 году EMI приобрели американский лейбл Capitol Records, получив, таким образом, лицензирование на выпуск американской музыки (давние контракты с RCA Victor и Columbia Records были прекращены). EMI также принадлежало множество лейблов в странах Британского Содружества, а также Индии, Австралии и Новой Зеландии. В 1990-е гг. EMI приобрели лейбл Virgin Records. Сами EMI владеют также своим собственным лейблом EMI Records, в который входит множество малых лейблов (Parlophone, Real World, специализированные лейблы типа EMI Classics). Более половины британских исполнителей поп-музыки выпускались на EMI.
До 2012 года третья по величине звукозаписывающая компания в мире после Universal Music Group и Sony Music Entertainment; EMI продают свою продукцию в 50 странах. Компании принадлежат права на более чем 1 млн композиций. По данным Hoover’s, в 2005 году выручка компании снизилась на 5,7 % до $3,65 млрд, прибыль упала на 181 % до 105 млн.

## Упразднение
В 2012 году EMI Group (сектор звукозаписи) была продана Universal Music Group и владеющему ей концерну Vivendi, а EMI Music Publishing (издательский бизнес EMI Group) была приобретена звукозаписывающей компанией Sony Music Entertainment, принадлежащей Sony.
По сделке с Universal третья часть лейблов EMI (такие как Parlophone, EMI Classics, Virgin Classics и все остальные подлейблы EMI в Европе, кроме EMI UK) были куплены компанией Warner Music Group.

## Стратегия
Стратегия EMI заключается в том, чтобы предоставлять людям музыку в любой форме, в любое время и в любом месте. В настоящее время начинается новый этап в истории компании, который станет поворотным для маркетингового курса мейджора. На первый план в деятельности EMI выходит цифровой и, в первую очередь, мобильный контент, его продажа и продвижение. По мнению маркетологов NPD Group, к концу 2010 года объёмы продаж музыки через интернет-сервисы сравняются с продажами CD. EMI идет в ногу со временем, и сегодня в России каталог мейджора доступен для прослушивания и скачивания на таких популярных ресурсах как Yota Музыка, интернет-магазин Muz.Ru, онлайновый бесплатный музыкальный сервис Last.fm.
Российским представителем EMI, до 2012 года, являлась компания SBA/GALA Records, которая работала с такими артистами как A-Studio, МакSим, Инфинити, Тимати, DJ Smash, Винтаж, Петр Налич, Серёга, Татьяна Буланова, Григорий Лепс, Юля Волкова. и другие. По словам генерального менеджера компании Сергея Балдина, сотрудничество с EMI позволило группе «Инфинити» «стать настоящим лидером продаж: на сегодняшний день песни „Инфинити“ купили более миллиона человек».

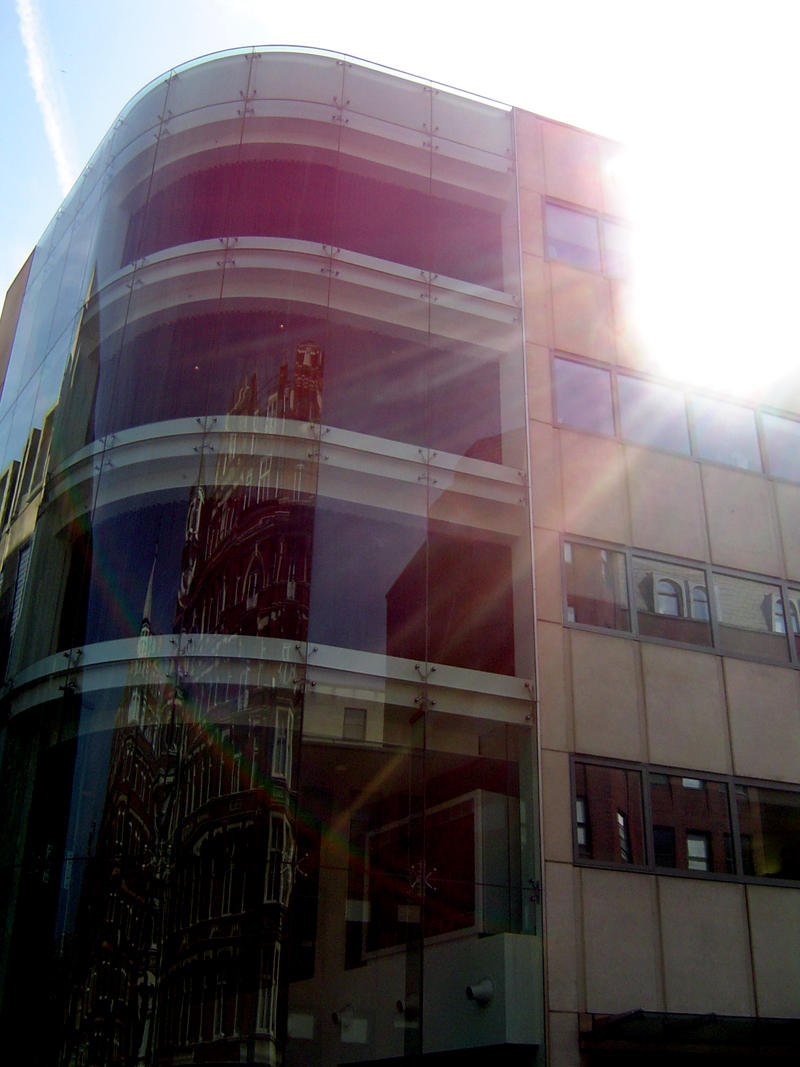
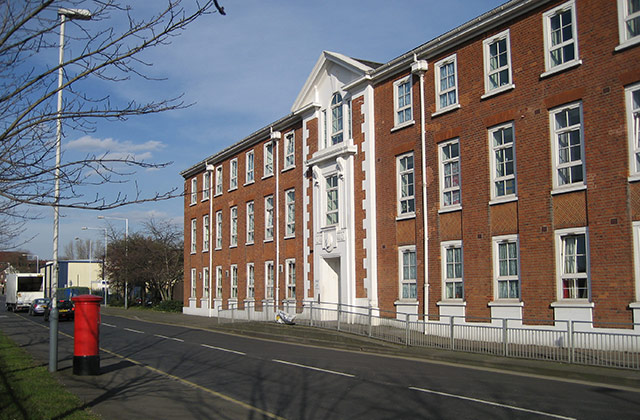
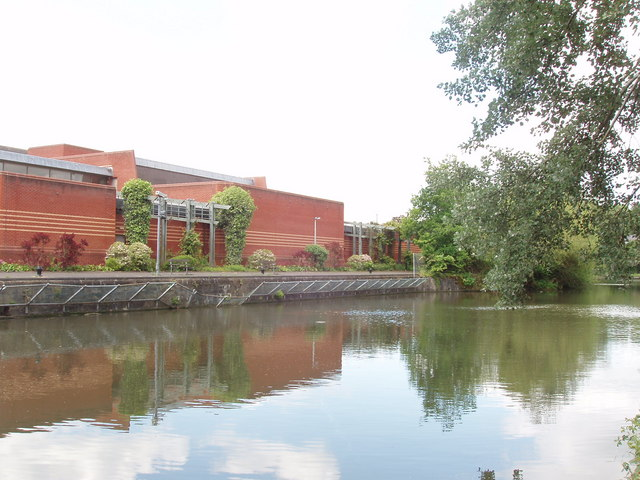
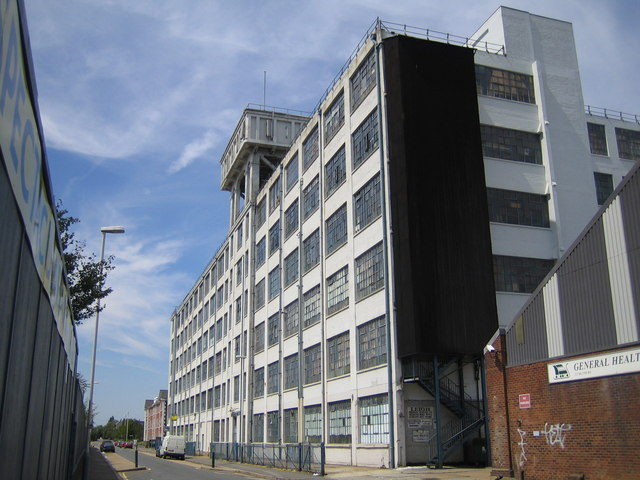
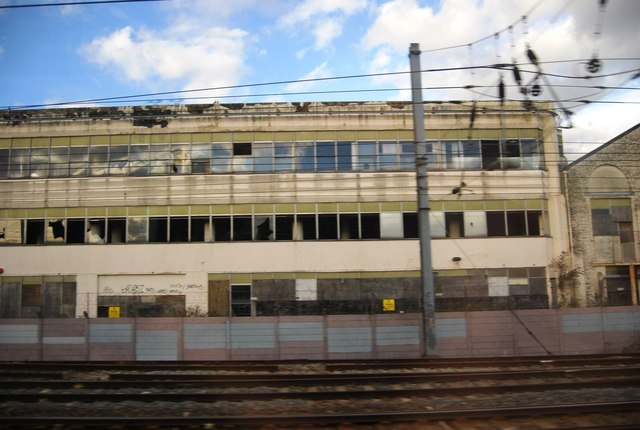
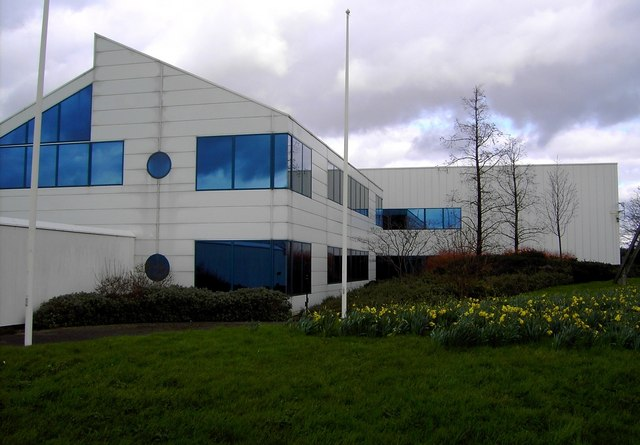
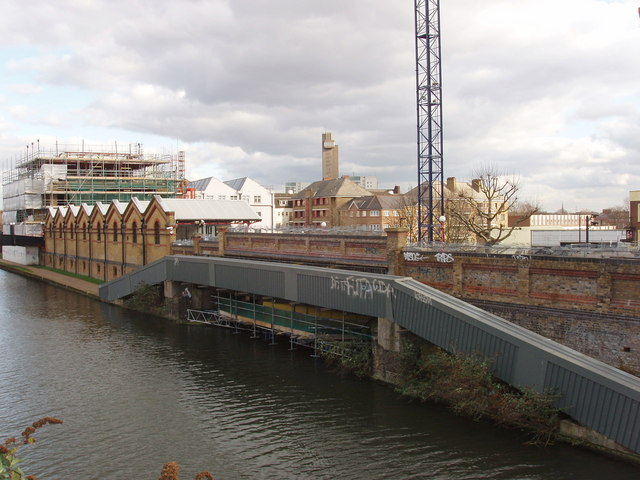

## Некоторые известные исполнители, записывавшиеся на лейбле
- 30 Seconds to Mars
- Basic Element
- Beach Boys
- Beastie Boys
- The Beatles
- Bent
- Blur
- Celebrate The Nun
- Charles Aznavour
- Coldplay
- David Bowie
- Deadmau5
- Deep Purple
- Depeche Mode
- Duran Duran
- Eloy
- Erasure
- Evanescence
- Five Finger Death Punch
- Gabin
- George Michael
- Gorillaz
- Iron Maiden
- Jan Vayne
- Katy Perry
- Keith Urban
- Kraftwerk
- Kylie Minogue
- LaFee
- Lloyd Banks
- Maksim Mrvica
- Manowar
- Marie Fredriksson
- Megadeth
- Moby
- The News
- Paradise Lost
- Per Gessle
- Pet Shop Boys
- Pink Floyd
- Queen
- Radiohead
- Red Hot Chili Peppers
- Ricchi e Poveri
- Richard Marx
- Robbie Williams
- Roxette
- Scorpions
- Sebastian Bach
- Sex Pistols
- Talk Talk
- Tony Yayo
- Yellowcard

## Военная продукция

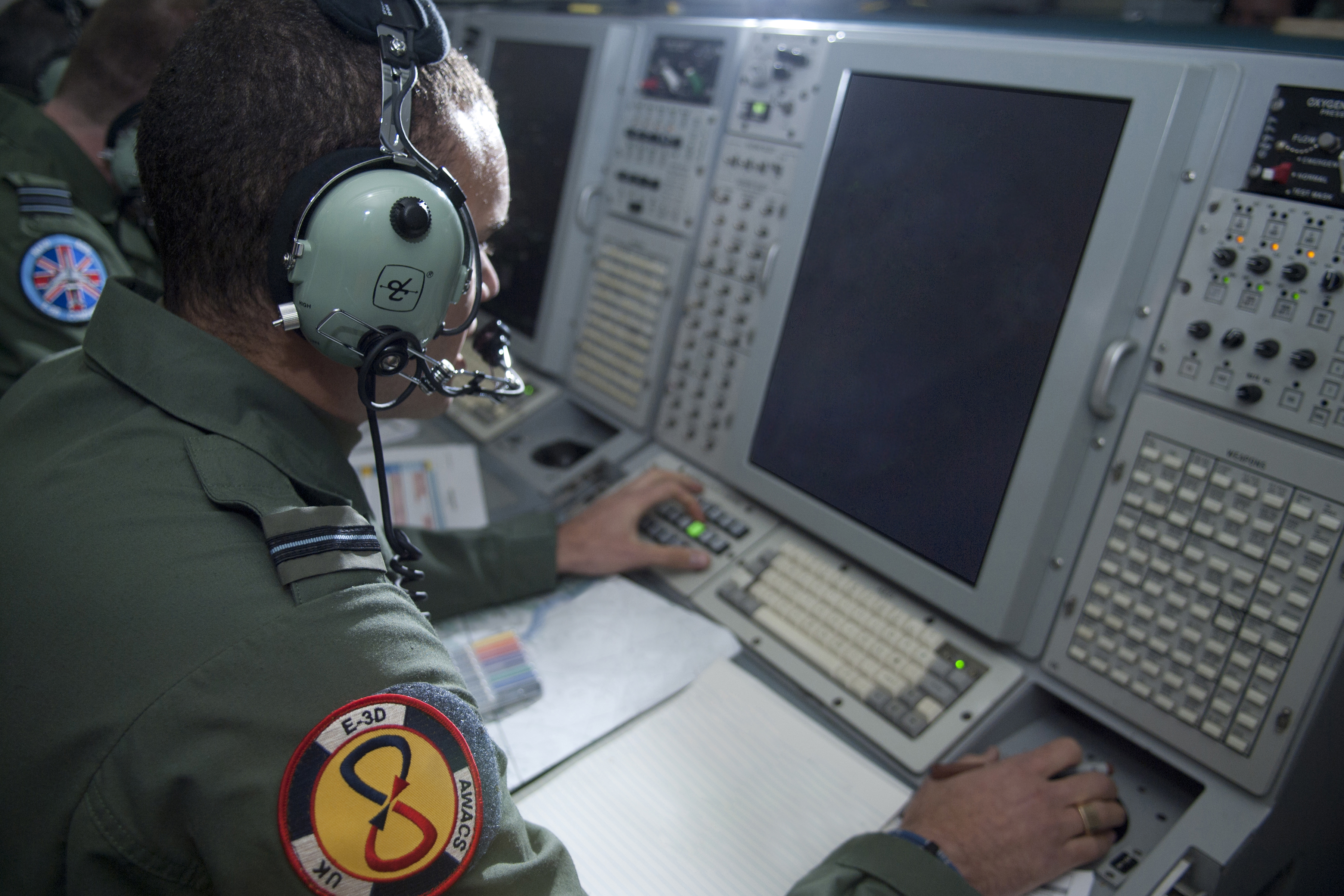
Пульт оператора РЛС противолодочной борьбы «Сёрчуотер» на борту самолёта ДРЛО «Сентри»

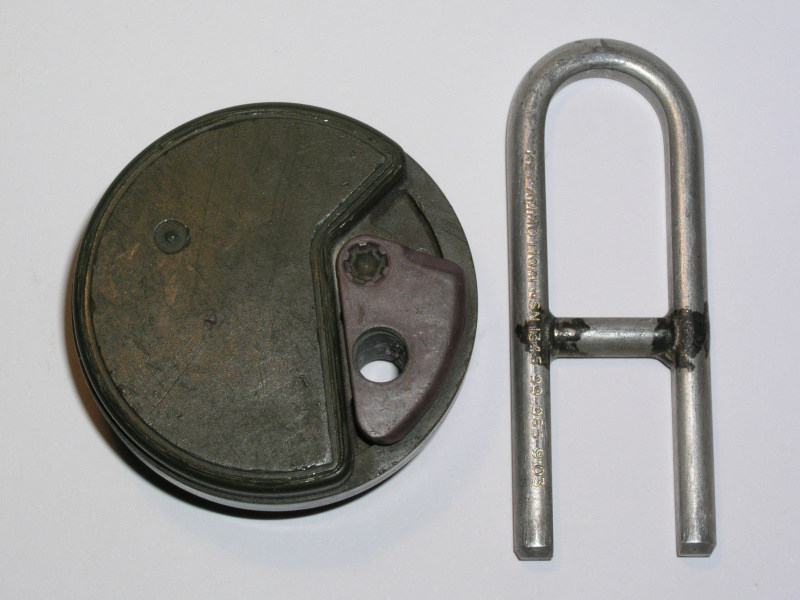
Противопехотная мина «Рейнджер»

Основной объём военных заказов выполнялся подразделением Thorn EMI Electronics, дислоцированным в городке Хайес, графство Мидлсекс, Большой Лондон, заказы для флота выполнялись подразделением военно-морских систем Thorn EMI Automation Ltd (Naval Systems Division), расположенным в Рагли, графство Стаффордшир, Уэст-Мидлендс, совместно с подразделением компьютерных систем (Computer Systems Division) в структуре компании. Химическая лаборатория EMI Engineering Development Ltd по разработке взрывчатых материалов, электродеталей и микросхем располагалась неподалёку от головного офиса, в Фелтеме. Компания была крупнейшим подрядчиком ВПК Великобритании в части поставок взрывателей, военной электроники и участия в британской ядерной программе. Кроме того, официальные представители компании заявляли, что EMI Electronics поставляла телеметрическую аппаратуру «для каждой ракеты, изготовленной в Соединённом Королевстве».
В 1980-е годы Thorn EMI Electronics была крупнейшим из семи филиалов компании и включала в себя шесть структурных подразделений в Великобритании: оборонное, компьютерное, электро-оптическое, морское, радиолокационных средств и электронно-лучевых приборов, приобрела американские компании Systron Donner (инерциальные навигационные системы для кораблей и судов, сухопутной техники, ракетного вооружения, летательных и космических аппаратов) и Varian (клистроны), которые вошли в её состав в качестве седьмого и восьмого подразделений.
Пик занятости мощностей компании в Холодной войне пришёлся на 1980-е годы, когда на военном производстве компании было трудоустроено свыше пяти тысяч человек (1987 — 7400, 1989 — 5000), после чего пошли массовые сокращения рабочей силы. К осени 1993 года штат персонала был сокращён сначала до 1400, а затем до 1 тыс. человек, был закрыт целый ряд производств и предприятий, в частности Фелтемский завод. Менеджмент группы военных производств компании связывал произошедшие сокращения со срывом продаж взрывателей за рубежом и отменой третьей фазы совместного проекта НАТО MLRS. Подразделение оптико-электронных систем (Electro-Optics Division) вошло в состав группы Thales под названием Thales Optronics.
радиолокационные средства
- FA-8 или Green Archer[англ.] («Грин Арчер» — «зелёный лучник») — радиолокационная станция засечки огневых позиций артиллерийских орудий и миномётов для установки на командно-штабных машинах FV436.
- FA-15 или Cymbeline[англ.] («Ци́мбелин» — имя британского короля в одноименной пьесе Уильяма Шекспира) — РЛС засечки огневых позиций артиллерийских орудий и миномётов исходной модели (Mk I) перевозилась в трейлере; РЛС модифицированной модели (Mk II) размещалась на переоборудованном бронетранспортёре FV432 и была оснащена запоминающим устройством.
- COBRA («Кобра», бэкроним от Counter Battery Radar) — РЛС контрбатарейной борьбы, создававшийся международным консорциумом, в состав которого входили также Siemens (ФРГ) и General Electric (США).
- Skymaster («Скаймастер» — «повелитель небес») — РЛС контроля воздушной обстановки и обнаружения целей (самолётного базирования), предназначенный для обнаружения высотных и низколетящих воздушных целей (включая ракеты) и плавучих объектов на поверхности воды, размещался в носовой части разведывательного самолёта «Дифендер» на гироскопически стабилизированной платформе.
- Searchwater («Сёрчуотер» — «водный поисковик») — РЛС противолодочной авиации флота (вертолётного базирования), разработанная совместно с Racal Radar Defence Systems Ltd[англ.] для размещения на вертолётах «Си кинг»[англ.]* или самолётах «Нимрод».
- P391 — бортовой радиолокатор бокового обзора (РЛБО) для оснащения истребительной авиации КВВС — истребителей «Фантом-2».
- RATE («Рэйт» — «ритм», бэкроним от Radar Aautomatic Track Extractor) — комплекс средств автоматизации передачи и обработки данных с бортовых радиолокационных средств корабля в систему управления ракетно-артиллерийским вооружением.
- Type 2054 — многорежимный сонар для атомных подводных лодок типа «Вэнгард».[6]
- Type 186, Type 187 — сонары для подводных лодок.

системы управления и связи
- Аэромобильная система обеспечения полётов тактической авиации удалённого развёртывания (air-transportable, remotely deployable mission support system) — применялась КВВС для автоматизации процесса управления силами авиации, оперативного планирования, организации защищённой линии беспроводной многоканальной селекторной и совещательной связи[10].

разведаппаратура
- Система радиоэлектронной разведки (ELINT) — была закуплена Министерством обороны Великобритании для нужд РЭР[10].

авиационное вооружение
- SR(A) 1238 или SWATHE («Суэ́йт» — «покос», бэкроним от Smart Weapon Anti-Armor Thorn Engineering) — противотанковая управляемая ракета воздушного базирования (класса «воздух—земля») ближнего радиуса действия, разрабатывавшаяся совместно с Hunting Engineering[англ.] для КВВС и на экспорт для Армии США, как аналог и замена американской ракеты «Хэллфайр».[11]
- предохранительно-исполнительные механизмы для УРВВ ASRAAM[12].

стрелковое оружие
- N-LAW 1 (сокр. New light anti-armour weapon) — одноразовый ручной противотанковый гранатомёт (официальная классификация — «баллистический ракетный комплекс»), впервые представленный на международной выставке вооружений и военной техники в Фарнборо 2—9 сентября 1990 г. Реактивная граната (ракета) с неконтактным инфракрасным взрывателем и КБЧ, полёт гранаты по настильной траектории. Предлагался в нескольких вариантах. Испытания первой модели, проходившие на Пендайнском[англ.] полигоне, были завершены в январе 1990 года. Был разработан на замену имеющегося РПГ LAW 80, превосходил его по бронепробиваемости и эффективной дальности стрельбы (600 м), но на вооружение не принимался[13]. Разработан совместно с Королевским научно-производственным объединением вооружений (RARDE), Hunting Engineering и Royal Ordnance[14].
- N-LAW 4 — переносной противотанковый ракетный комплекс с управлением по оптико-волоконным проводам. Реализует технологию top attack — полёт ракеты над линией визирования с направленным вниз взрывом в точке возвышения над бронеобъектом. Разработан в 1989—1990 гг. совместно с BAe Dynamics[14].
- FITOW (Futher improved TOW) — возимый или переносимый расчётом в разобранном виде противотанковый ракетный комплекс (британская модификация американской ракеты TOW).[15]

инженерные боеприпасы
- L10 или Ranger[англ.] («Рейнджер») — противопехотная мина предназначенная для сплошного минирования территории миноукладчиком на базе бронетранспортёра FV432. Применяется в сочетании с противотанковой миной «Бар»[англ.], чтобы затруднить сапёрам противника расчистку минного поля и заминированного участка местности вручную. Изготавливается в нескольких модификациях для Вооружённых сил Великобритании (L10A1 и др.), более миллиона мин было продано зарубежным заказчикам (Иордании и Нигерии).

взрыватели
- Mk. 960 или MFBF (аббр. от Multifunction bomb fuze) — электронно-программируемый многофункциональный бомбовый взрыватель для стандартных британских тысячефунтовых (454 кг) и 540-фунтовых (245 кг) авиабомб, совместимый с американскими авиабомбами 80-й серии (начиная с Mk 80 и далее по возрастанию).[16]

оптические приборы
- ARISE (Admiralty Research [Establishment], Infrared Search) — морская инфракрасная поисково-следящая система обнаружения и сопровождения целей[17].
- ADAD (Air Defence Alerting Device) — всепогодная пассивная инфракрасная тепловизионная система наблюдения за воздушным пространством, обнаружения и наведения ракет в дневное или ночное время, при любых условиях видимости. Позволяет отслеживать до четырёх воздушных целей одновременно, полученные данные передаются на огневые позиции подразделений, оснащённых ПЗРК «Блоупайп», «Джавелин» и самоходных ЗРК ближней дальности, для своевременного предупреждения о появлении воздушного противника[18].
- LITE — тепловизионный прибор управления огнём артиллерии с двойным полем зрения ×14/×4,6 (DFOV), съёмными лазерным дальномером, электронным угломером и GPS-приёмником[19].
- MEOSS (Marine Electro-Optical Surveillance System) — дистанционно управляемая комбинированная морская разведывательно-сигнализационная аппаратура с инфракрасной камерой дальнего обзора и телевизионной камерой с высокочувствительным широкоугольным объективом для передачи изображения в условиях низкого уровня освещённости, смонтированными в стабилизированной следящей головке (stabilised tracking head). Позволяет вести наблюдение при различных погодных условиях и степени освещённости, может применяться для навигационных целей[20].
- MRTI (Multi-Role Thermal Imager) — тепловизор, работающий в инфракрасном диапазоне спектра, применялся в составе средств оптико-электронной системы передовых авиационных наблюдателей OTIS (Observers Thermal Imaging System) в сочетании с лазерными дальномерами для наведения и корректировки бомбо-штурмовых и ракетных ударов авиации.

средства отображения тактической обстановки
- Большой экран отображения тактической обстановки объединённой общевойсковой системы противовоздушной обороны НАТО JAADS (Joint Allied Air Defense System), созданный совместно с Ferranti Semiconductor Ltd.
- D3 (Data Distribution Director) — автоматическая система распределения данных для фрегатов типа 22 и 23[6].

учебные средства и тренажёры операторов
- Оборудование и пусконаладочные работы учебного центра подготовки операторов БРПЛ «Поларис» на территории военно-морской базы «Фаслейн», Шотландия, произведенные в британо-американском консорциуме (EMIHUS Ltd), образованном совместно с Hughes Aircraft.[21]
- Радиолокационные тренажёры для лётчиков КВВС[6].

шпионские скандалы
В секретных лабораториях EMI в 1976—1985 гг. работал инженером Майкл Джон Смит, член БКП. Впоследствии, британская военная контрразведка установила, что он был агентом ПГУ КГБ СССР и передавал советской разведке сведения, составлявшие в Великобритании военную и государственную тайну, в частности данные о радиолокационном взрывателе XN-715 британской атомной бомбы WE.177. Смит был рассекречен российским перебежчиком, резидентом ПГУ МБ РФ в Париже полковником Виктором Ощенко в 1992 году (Смит к тому времени уже не работал на предприятиях военной промышленности), за что Смит был арестован, судим и приговорён к двадцати пяти годам лишения свободы (в 1995 по апелляционному ходатайству, судебные органы сократили срок отбытия наказания до двадцати лет).

## Программные продукты
Подразделение Thorn EMI Computer Software занимается разработкой программных продуктов: программного обеспечения, компьютерных и видеоигр.